# Universitetet i Bologna
Bolognas universitet (it. Università di Bologna - Alma mater studiorum, sedan 2000) är ett av världens äldsta universitet. Det består av 23 fakulteter och har omkring 100 000 studenter inskrivna, vilket gör det till Italiens tredje största universitet efter universiteten i Rom och Neapel. Förutom verksamheten i Bologna har universitet också avdelningar i Cesena, Forlì, Ravenna, Rimini och Buenos Aires.

## Historia
Det går inte att exakt datera när universitet bildades, men det verkar ha skett i slutet av 1000-talet då det bevisligen fanns verksamhet. En grupp historiker som på 1800-talet fick i uppgift att komma fram till när universitet grundades daterade det till 1088, vilket är det årtal som numera används officiellt.
Universitetet var från början en sammanslutning av lärare och lärjungar som bildades kring några rättslärda män. Detta skedde spontant och oberoende av det kyrkliga skolväsendet. Sammanslutningen kom genom ett privilegium av kejsar Fredrik Barbarossa år 1158 i åtnjutande av särskilda friheter.
Studenterna indelade sig i två "nationer", citramontanernas (italienarnas) och ultramontanernas (utlänningarnas), vilka förestods av varsin vald rektor. Denne rektor utövade såväl straffrättslig som civil jurisdiktion över universitetets medlemmar, lärare som lärjungar. Till skillnad från universitetet i Paris, där studenterna ofta var pojkar eller ynglingar, utgjordes de studerande i Bologna till övervägande del av äldre, andliga och världsliga herrar.
Universitetets fria ställning inskränktes år 1219 när påven Honorius III uppdrog inspektionsplikt åt ärkediakonen av Bologna. Dittills hade ansvaret för läroplanen, examina och promotioner uteslutande legat i händerna på doktorskollegiet. Under loppet av 1200-talet utvidgades universitetet med en filosofisk fakultet, som här även omfattade den medicinska fakulteten. En teologisk fakultet kom inte till stånd förrän år 1360.
Staden Bologna började år 1350 stå för professorernas löner, som tidigare hade betalts av studenterna.

## Kända personligheter

### Verksamma lärare vid universitetet
- Vincenzo Balzani (kemi)
- Laura Bassi (fysik, filosofi)
- Marco Biagi (juridik)
- Renzo Canestrari (medicin och fysiologi)
- Umberto Eco (semiotik)
- Fiorenzo Facchini (antropologi)
- Thomas av Frignano (teologi)
- Marcello Malpighi (logik)
- Giovanni Mollio (teologi)
- Romano Prodi (nationalekonomi)

### Alumner
- Gian Menico Cetti (medicin och språkvetenskap)
- Luigi Galvani (medicin)
- Laura Bassi (fysik, medicin)
- Marcello Malpighi (filosofi)
- Guglielmo Marconi (ingenjörsvetenskap, fysik)
- Giacomo Matteotti (juridik)
- Pier Paolo Pasolini (språkvetenskap)
- Francesco Petrarca (juridik)
- Erasmus av Rotterdam (teologi)